# Ukazatele zadluženosti
Ukazatele zadluženosti se využívají při finanční analýze podniku. Patří mezi tzv. poměrové ukazatele. Mezi ty patří například také ukazatele rentability, platební schopnosti (likvidity), aktivity, atd.
Vyjadřují zejména vztah mezi cizími a vlastními zdroji firmy. Tedy míru, do jaké je podnik financován cizími zdroji.
Zadluženost obecně nemusí být negativní charakteristikou firmy. Její růst ve stabilní firmě totiž přispívá ke zvyšování rentability (efekt finanční páky). S rostoucí zadlužeností však roste riziko, že společnost bude mít problémy se splácením úroků a dostane se do nepříznivé finanční situace.
Při analýze zadluženosti je rovněž nutné zohlednit majetek, který má společnost pořízený na leasing. Aktiva pořízená prostřednictvím leasingu se totiž neobjevují v rozvaze, ale pouze jako náklady ve výkazu zisku a ztráty. Proto firma, která se zdá být relativně nezadlužená podle poměru cizího a vlastního kapitálu, může být ve skutečnosti vzhledem k velkému množství majetku na leasing firmou velmi zadluženou. Tyto informace se objevují podrobně v příloze k účetní závěrce.
Obecně platí, že je vhodné vypočítané ukazatele sledovat v porovnání s odvětvím a s konkurenty společnosti. Pro srovnání s odvětvím je v českém prostředí možné využít statistiky Ministerstva průmyslu a obchodu. Zároveň je vhodné sledovat vývoj ukazatelů v čase.

## Přehled ukazatelů

### Míra celkové zadluženosti
ukazatel věřitelského rizika, koeficient napjatosti, Debt ratio
Míra celkové zadluženosti = Cizí zdroje / Aktiva
Čím menší je podíl cizího kapitálu (celkového dluhu) k celkovým aktivům, tím je větší bezpečnostní polštář proti ztrátám věřitelů v případě likvidace. Proto věřitelé preferují nízký ukazatel zadluženosti. Vlastníci na druhé straně hledají větší finanční páku, aby znásobili svoje výnosy. Je-li ukazatel vyšší než oborový průměr, bude však pro společnost obtížné získat dodatečné zdroje bez toho, aby nejprve zvýšila vlastní kapitál. Věřitelé by se zdráhali půjčovat firmě další peníze anebo by požadovali vyšší úrokovou míru.
Pro jeho výši nelze stanovit nějaké přesné zásady.
Je nutné ho vždy posuzovat v souvislosti s celkovou výnosností, kterou podnik dosahuje z celkového vloženého kapitálu, i v souvislosti se strukturou cizího kapitálu a aktiv. Například podíl dlouhodobého majetku má vliv na potřebný dlouhodobý kapitál. Přiměřenou úroveň vlastního kapitálu rovněž nelze stanovit např. bez analýzy peněžních toků. Podniky s velmi stabilním finančním tokem si mohou dovolit i větší zadluženost.
Jeho vysoká hodnota může být z hlediska vlastníků příznivá v tom případě, je-li podnik schopen dosáhnout vyššího procenta rentability (ROA), než je procento úroků placené z kapitálu cizího. To znamená, že výsledné zhodnocení kapitálu podnikem je vyšší než je cena jeho pořízení.

### Poměr vlastního kapitálu a celkových aktiv
Equity ratio
Poměr vlastního kapitálu a celkových aktiv = Vlastní kapitál / Aktiva
Vyjadřuje finanční nezávislost firmy. Jde o proporci, v níž jsou aktiva podniku financovány penězi vlastníků. Při rozkladu rentability se můžeme setkat s převrácenou hodnotou tohoto ukazatele, tzv. finanční pákou. Součet tohoto ukazatele a Míry celkové zadluženosti se rovná 1.

### Míra zadluženosti Vlastního kapitálu
Debt-to-Equity ratio
Míra zadluženosti VK = Vlastní kapitál / Cizí Zdroje
Jedná se o kombinaci předchozích dvou ukazatelů (dává do poměru jejich čitatele).

### Úrokové krytí
ukazatel ziskové úhrady úroků, interest coverage
Úrokové krytí = (Zisk před zdaněním + Nákladové úroky) / Nákladové úroky = EBIT / Nákladové úroky
Používá se pro zjištění dopadu zadlužení na zisk. Informuje o tom, kolikrát celkový efekt reprodukce převyšuje úrokové platby.
Podniky, které dosahují vyššího růstu tržeb a zisku mohou ve větším rozsahu využívat cizí kapitál, protože budou schopny platit fixní částku úroku. Výše úroku jako fixního nákladu a jeho podíl na zisku je důležitým ukazatelem finanční stability podniku a jeho celkové jistoty. Podniky, u nichž se projevuje stagnace nebo pokles tržeb a zisku, by se měly vyhnout vyššímu podílu závazků, z nichž je nutné platit úrok. Neschopnost hradit úrokové platby ze zisku může být znakem blížícího se úpadku podniku.
V zahraničí je doporučené krytí úroků ziskem vy výši trojnásobku, ale v ČR dosahuje této hodnoty stále jen málo firem.